# Trusoravinen
Trusoravinen (georgiska: თრუსოს ხეობა, Trusos cheoba) är en ravin eller dalgång i norra Georgien där floden Terek (Tergi) flyter fram.